# Maxime Delonca

a Compétitions nationales et continentales officielles uniquement.

b Matchs officiels uniquement.
Dernière mise à jour le 26 mai 2024.
Maxime Delonca, né le 29 avril 1988 à Perpignan, est un joueur français de rugby à XV qui évolue au poste de talonneur.

## Biographie
Maxime Delonca est formé à l'Étoile sportive catalane,. Repéré lors de ses performances en équipe de France des moins de 18 ans, il rejoint alors l'USA Perpignan en 2006,,, avec qui il évolue ensuite au niveau professionnel pendant la saison 2010-2011. La même saison, il est appelé à jouer en équipe de France universitaire. Delonca est par ailleurs le beau-frère de Romain Terrain, l'un de ses coéquipiers sous le maillot de l'USAP.
En 2014, en raisons de remous avec le club catalan, il quitte la Catalogne pour signer un contrat avec l'US Dax en Pro D2, de deux saisons plus une optionnelle, où il retrouvera l'USAP, reléguée en 2e division cette même année. Malgré une première saison où il connaît des différends avec le manager Richard Dourthe, il s'épanouit les saisons suivantes sous la direction des entraîneurs Patrick Furet et Raphaël Saint-André. En fin de contrat à l'intersaison 2016, il prolonge alors de trois saisons.
Il fait valoir sa clause libératoire après la relégation du club dacquois en Fédérale 1 au terme de la saison 2017-2018. Il s'engage ainsi pour deux saisons avec l'Aviron bayonnais dirigée par le manager Yannick Bru ; Delonca continue à vivre dans la région dacquoise. Après avoir participé à l'accession du club en Top 14 dès sa première saison dans le Pays basque, il prolonge dès le mois de septembre 2019 pour deux nouvelles années ; il reprend en parallèle ses études, en licence de commerce. Au terme de la saison 2020-2021, l'Aviron bayonnais termine à la 13e place et doit de fait disputer le barrage d'accession au Top 14 sur le terrain du finaliste de Pro D2. Participant à la rencontre, Delonca et son club s'inclinent contre le Biarritz olympique ; cette défaite est synonyme de relégation en Pro D2 en remplacement de son adversaire du jour. Il est désigné capitaine de l'équipe au mois de décembre,, lors de sa dernière saison au club. Pour son dernier match, il est sacré champion de France pour la seconde fois de sa carrière sous le maillot bayonnais, participant à la finale.
Non conservé par le futur manager Grégory Patat, Delonca annonce avant le parcours de l'Aviron bayonnais en phase finale son retour sportif dans les Landes — où il habitait encore, à Narrosse dans l'agglomération dacquoise — à partir de la saison 2022-2023, après quatre années dans le Pays basque, paraphant un contrat de deux années.
Bien qu'il quitte les divisions professionnelles pour la Nationale, il participe dès son retour aux bonnes performances de l'US Dax. Sa saison, durant laquelle il est très souvent sollicité en feuille de match, est néanmoins interrompue par une blessure au coude lors d'une rencontre, qui se révèlera être une rupture du triceps mettant fin à sa saison. Éloigné des terrains, il ne participe pas à la finale concédée contre le Valence Romans DR, mais retrouve la Pro D2 sous le maillot dacquois en 2023-2024. Alors que l'équipe réalise un exercice sportif satisfaisant dans l'optique du maintien, le contrat de Delonca n'est pas prolongé en vue de la saison suivante, en février 2024,,. Alors que l'US Dax réussit à se qualifier pour les phases finales, il dispute alors son dernier match sous le maillot dacquois à l'occasion du match de barrage concédé chez le FC Grenoble.
Sa carrière sportive professionnelle étant achevée, il choisit de continuer la pratique du rugby à XV en division amateur en parallèle de sa reconversion sportive, après avoir été contacté par le Rion Morcenx Club Rugby, club représentant les communes landaises de Rion-des-Landes et Morcenx-la-Nouvelle et l'ayant guidé pour cette dernière.

## Palmarès
- Championnat de France de 2e division :
  - Champion : 2019 et 2022 avec l'Aviron bayonnais.
- Championnat de France de Nationale :
  - Vice-champion : 2023[note 1] avec l'US Dax.